# Bertoldo Farnese

Stemma Farnese

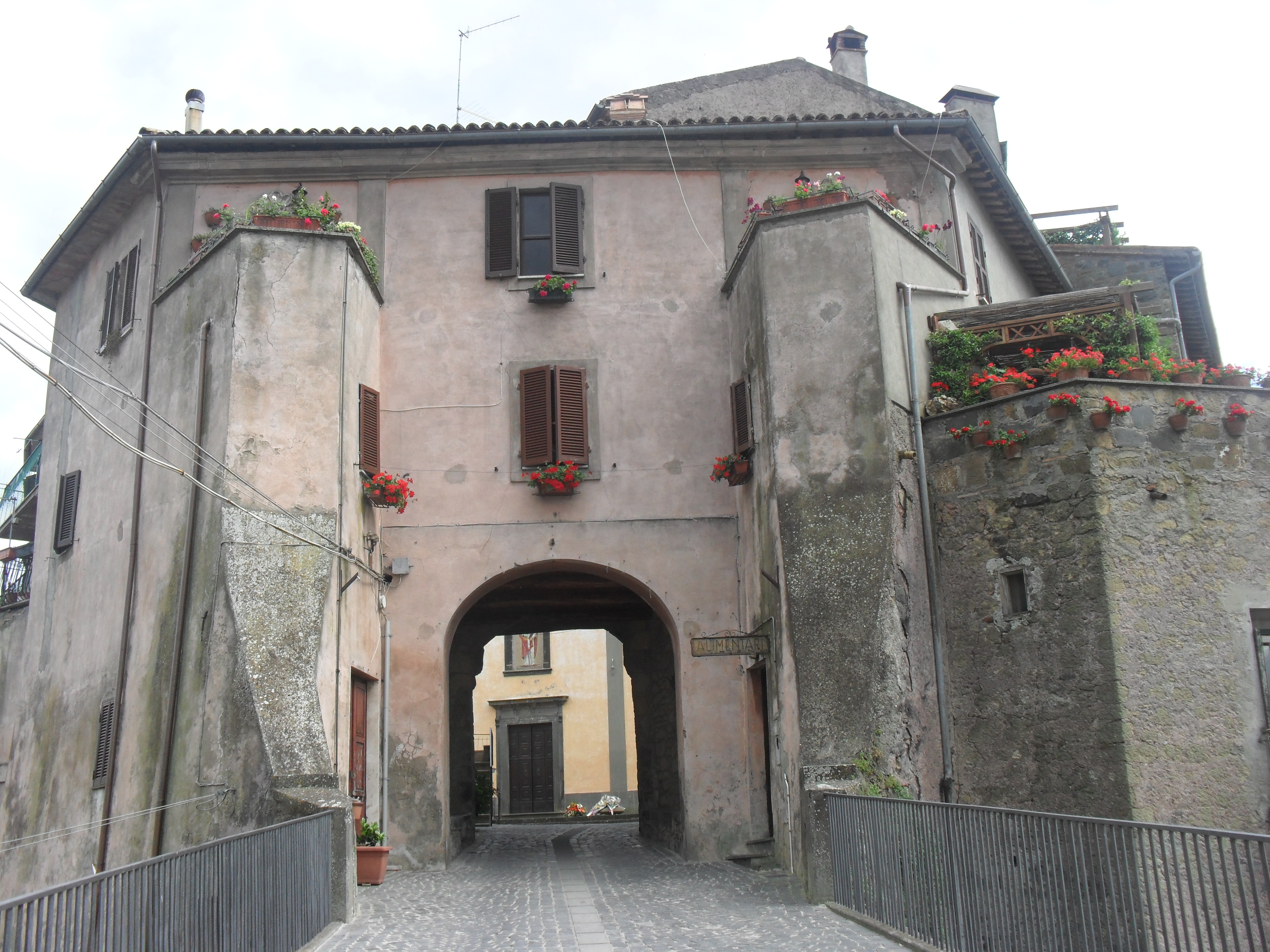
Castello di Latera

Bertoldo Farnese (1516 – Latera, 20 agosto 1560) è stato un condottiero italiano e duca di Latera e di Farnese.

## Biografia
Era figlio di Galeazzo Farnese e di Isabella dell'Anguillara.
Era parente di Papa Paolo III e fu al suo servizio quando nel 1543 riuscì a riportare sotto il controllo della città di Ascoli alcuni castelli della vallata.
Fu un condottiero al servizio di Carlo V d'Asburgo e di Filippo II di Spagna.
Testò nel 1560 e dispose di essere sepolto alla sua morte nella Chiesa di san Salvatore in Farnese. Lasciò il castello di Latera con tutte le pertinenze alla madre Isabella e alla moglie Giulia l'amministrazione dell'asse ereditario, nominando suoi eredi universali i figli Ferdinando, Fabio, Galeazzo e Mario.

## Discendenza
Sposò Giulia di Giovanni Antonio Acquaviva ed ebbero numerosi figli:
- Galeazzo II Farnese (?-1571), condottiero, sposò Lucrezia Tomacelli[2]
- Mario I Farnese (1527-1619), duca di Latera e condottiero[2]
- Alessandro (1527-1527)[2]
- Ferdinando Farnese (1543-1606), vescovo di Montefiascone[2]
- Claudia (?-1601), monaca[2]
- Violante (1548-1622), monaca[2]
- Francesca, monaca[2]
- Flaminia[2]
- Fabio I Farnese (?-1578), condottiero[2]
- Clelia, monaca[2]
- Flaminia, monaca[2]
- Vittoria, monaca[2]
- Ottavia, monaca[2]
- Virginia, monaca.[2]

Bertoldo ebbe anche un figlio naturale, Carlo.

## Ascendenza
|                                                  |                                                       |                                             | Genitori                                           |  |  | Nonni |  |  | Bisnonni                                     |  |  | Trisnonni                               |  |
|                                                  |                                                       |                                             |                                                    |  |  |       |  |  | 8. Bartolomeo I Farnese, I signore di Latera |  |  | 16. Pietro Farnese, signore di Montalto |  |
|                                                  |                                                       |                                             |                                                    |  |  |       |  |  | 8. Bartolomeo I Farnese, I signore di Latera |  |  | 16. Pietro Farnese, signore di Montalto |  |
|                                                  |                                                       | 17. Pantasilea Dolci di Corbara             |                                                    |  |  |       |  |  | 8. Bartolomeo I Farnese, I signore di Latera |  |  |                                         |  |
| 4. Pier Bertoldo I Farnese, II signore di Latera |                                                       |                                             |                                                    |  |  |       |  |  | 8. Bartolomeo I Farnese, I signore di Latera |  |  |                                         |  |
|                                                  |                                                       | 9. Iolanda Monaldeschi                      | …                                                  |  |  |       |  |  |                                              |  |  |                                         |  |
|                                                  |                                                       | 9. Iolanda Monaldeschi                      | …                                                  |  |  |       |  |  |                                              |  |  |                                         |  |
|                                                  |                                                       | 9. Iolanda Monaldeschi                      | …                                                  |  |  |       |  |  |                                              |  |  |                                         |  |
| 2. Galeazzo I Farnese, I duca di Latera          |                                                       | 9. Iolanda Monaldeschi                      |                                                    |  |  |       |  |  |                                              |  |  |                                         |  |
|                                                  |                                                       | 10. Francesco dell'Anguillara               | 20. Everso II dell'Anguillara, conte di Anguillara |  |  |       |  |  |                                              |  |  |                                         |  |
|                                                  |                                                       | 10. Francesco dell'Anguillara               | 20. Everso II dell'Anguillara, conte di Anguillara |  |  |       |  |  |                                              |  |  |                                         |  |
|                                                  |                                                       | 10. Francesco dell'Anguillara               | 21. Francesca Orsini                               |  |  |       |  |  |                                              |  |  |                                         |  |
| 5. Battistina dell'Anguillara                    |                                                       | 10. Francesco dell'Anguillara               |                                                    |  |  |       |  |  |                                              |  |  |                                         |  |
|                                                  |                                                       | 11. Lucrezia Farnese                        | 22. Ranuccio Farnese, signore di Montalto          |  |  |       |  |  |                                              |  |  |                                         |  |
|                                                  |                                                       | 11. Lucrezia Farnese                        | 22. Ranuccio Farnese, signore di Montalto          |  |  |       |  |  |                                              |  |  |                                         |  |
|                                                  |                                                       | 11. Lucrezia Farnese                        | 23. Agnese Monaldeschi                             |  |  |       |  |  |                                              |  |  |                                         |  |
| 1. Pier Bertoldo II, II duca di Latera           |                                                       | 11. Lucrezia Farnese                        |                                                    |  |  |       |  |  |                                              |  |  |                                         |  |
|                                                  | 12. Giovambattista dell'Anguillara, signore di Stabia | …                                           |                                                    |  |  |       |  |  |                                              |  |  |                                         |  |
|                                                  | 12. Giovambattista dell'Anguillara, signore di Stabia | …                                           |                                                    |  |  |       |  |  |                                              |  |  |                                         |  |
|                                                  | 12. Giovambattista dell'Anguillara, signore di Stabia | …                                           |                                                    |  |  |       |  |  |                                              |  |  |                                         |  |
| 6. Giuliano dell'Anguillara, conte di Stabia     | 12. Giovambattista dell'Anguillara, signore di Stabia |                                             |                                                    |  |  |       |  |  |                                              |  |  |                                         |  |
|                                                  |                                                       | …                                           | …                                                  |  |  |       |  |  |                                              |  |  |                                         |  |
|                                                  |                                                       | …                                           | …                                                  |  |  |       |  |  |                                              |  |  |                                         |  |
|                                                  |                                                       | …                                           | …                                                  |  |  |       |  |  |                                              |  |  |                                         |  |
| 3. Isabella dell'Anguillara                      |                                                       | …                                           |                                                    |  |  |       |  |  |                                              |  |  |                                         |  |
|                                                  |                                                       | 14. Pier Luigi Farnese, signore di Montalto | 28. Ranuccio Farnese, signore di Montalto (= 22.)  |  |  |       |  |  |                                              |  |  |                                         |  |
|                                                  |                                                       | 14. Pier Luigi Farnese, signore di Montalto | 28. Ranuccio Farnese, signore di Montalto (= 22.)  |  |  |       |  |  |                                              |  |  |                                         |  |
|                                                  |                                                       | 14. Pier Luigi Farnese, signore di Montalto | 29. Agnese Monaldeschi (= 23.)                     |  |  |       |  |  |                                              |  |  |                                         |  |
| 7. Girolama Farnese                              |                                                       | 14. Pier Luigi Farnese, signore di Montalto |                                                    |  |  |       |  |  |                                              |  |  |                                         |  |
|                                                  |                                                       | 15. Giovanna Caetani di Sermoneta           | 30. Onorato II Caetani, VII signore di Sermoneta   |  |  |       |  |  |                                              |  |  |                                         |  |
|                                                  |                                                       | 15. Giovanna Caetani di Sermoneta           | 30. Onorato II Caetani, VII signore di Sermoneta   |  |  |       |  |  |                                              |  |  |                                         |  |
|                                                  |                                                       | 15. Giovanna Caetani di Sermoneta           | 31. Caterina Orsini di Gravina                     |  |  |       |  |  |                                              |  |  |                                         |  |
|                                                  |                                                       | 15. Giovanna Caetani di Sermoneta           |                                                    |  |  |       |  |  |                                              |  |  |                                         |  |